# Egon Drews
Egon Drews (1º giugno 1926 – 13 gennaio 2011) è stato un canoista tedesco.

## Palmarès

### Olimpiadi
- Bronzo a Helsinki 1952 nel C2 1000 metri.
- Bronzo a Helsinki 1952 nel C2 10000 metri.